# Jean-Louis Petit
Jean-Louis Petit (Parigi, 13 marzo 1674 – Parigi, 20 aprile 1750) è stato un chirurgo francese inventore del laccio emostatico.
Laureatosi nel 1700, divenne membro dell'Accademia delle scienze nel 1715 e direttore dell'Accademia chirurgica reale nel 1731.
È ricordato come uno dei più influenti medici francesi del '700 per i suoi studi su emorragia e fistula e per la sua stesura di un trattato complessivo sulle operazioni chirurgiche, completato da Lesné dopo la sua morte. Tra i suoi discepoli ricordiamo il celebre chirurgo Olof af Acrel.